# レチナールイソメラーゼ
レチナールイソメラーゼ(Retinal isomerase、EC 5.2.1.3)は、以下の化学反応を触媒する酵素である。
all-trans-レチナール {\displaystyle \rightleftharpoons } 11-cis-レチナール
従って、この酵素の基質はall-trans-レチナールのみ、生成物は11-cis-レチナールのみである。
この酵素は、異性化酵素、特にシス‐トランスイソメラーゼに分類される。系統名は、all-trans-レチナール 11-cis-trans-イソメラーゼ(all-trans-retinal 11-cis-trans-isomerase)である。レチネンイソメラーゼ(retinene isomerase)やレチノイドイソメラーゼ(retinoid isomerase)と呼ばれることもある。この酵素は、レチナールの代謝にかかわっている。